# Quesnel
52° 59′ N, 122° 29′ O
Quesnel é uma cidade do Canadá, província de Colúmbia Britânica. Sua altitude é de 474 metros e sua população é de aproximadamente 27 mil habitantes.